# Johann Christoph von Brambach
Johann Christoph von Brambach (* 1586; † 15. Mai 1638 in Corvey) war Propst des Klosters Obermarsberg und später Fürstabt von Corvey. Bestimmt wurde seine Herrschaft durch den Dreißigjährigen Krieg.

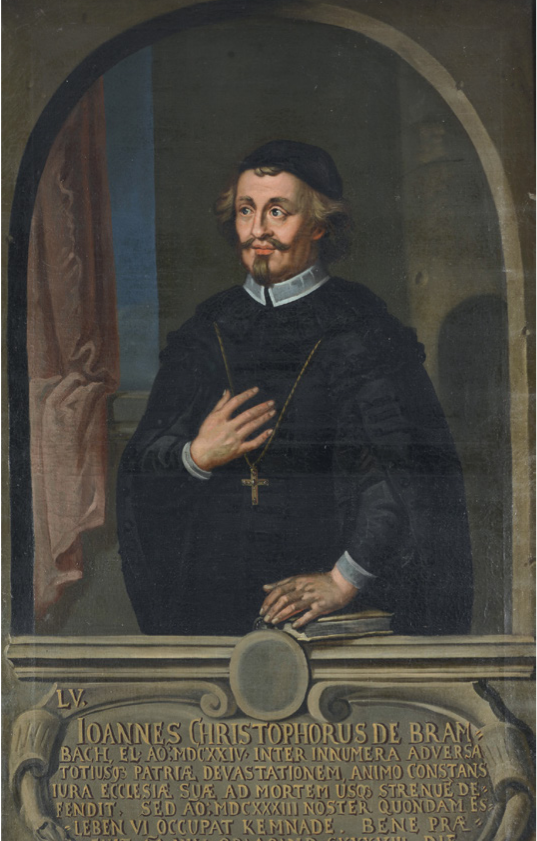
Fürstabt Christoph von Brambach

## Leben
Er stammte aus dem Adelsgeschlecht Brambach und gehörte als Mönch dem Kloster Corvey an. Er wird 1618 und 1620 als Propst des Klosters Obermarsberg genannt, das in das Kloster Corvey inkorporiert war. Im Jahr 1620 wurde er anstelle von Heinrich von Aschebrock zum Administrator der Klosters Corvey gewählt. 1624 wurde er dort Abt. Die Wahl wurde von Kaiser und vom Papst bestätigt. Auch die Bursfelder Kongregation, der Corvey angehörte, erkannte ihn bei einem Treffen in Corvey 1624 an.

### Absetzung
Das kleine und militärisch schwache Klosterterritorium wurde von verschiedenen stärkeren Nachbarn wie dem Hochstift Paderborn, der Landgrafschaft Hessen-Kassel oder dem Herzogtum Braunschweig-Lüneburg bedroht. Papst Urban VIII. änderte seine Haltung und ernannte den Kölner Kurfürsten Ferdinand von Bayern, der auch Bischof von Paderborn war, auf dessen Bitten hin zum Administrator. Dieser hatte argumentiert, dass die Abtei vor dem Hintergrund des Dreißigjährigen Krieges zu schwach sei, die Interessen des Katholizismus zu wahren. Der Abt wurde abgesetzt und im Schloss Neuhaus inhaftiert. Beauftragter dazu war Weihbischof Johannes Pelcking. Dieser sollte auch die zu Corvey gehörende Stadt Höxter rekatholisieren. Brambach wurde in ein Verlies gesperrt. In seiner Zelle wurde er von Abgesandten des Paderborner Bischofs aufgesucht, die ihn aufforderten, seine Absetzung anzuerkennen und auf die Herrschaft über Corvey zu verzichten. Brambach weigerte sich. Nach einer gewissen Zeit wurden die Haftbedingungen gelockert. Das ermöglichte ihm auch, Kontakt mit Vertrauten in Corvey aufzunehmen. Diese wandten sich an den Johann Schweikhard von Cronberg, Erzbischof von Mainz, und an den Landgrafen von Hessen-Kassel, damit diese sich für seine Freilassung einsetzten. Im Jahr 1625 gelang es ihm, mit Hilfe seines Landdrosten Bernhard von Falkenberg zu fliehen. Er hielt sich zunächst in Heiligenstadt auf, ehe er 1626 nach Wien reiste. Kaiser Ferdinand II. folgte der Argumentation des Abts. Im Jahr 1629 konnte er nach Corvey zurückkehren. Über seine Absetzung, Gefangennahme und Flucht verfasste er einen Bericht. Dabei ist nicht klar, ob dieser für den Erzbischof von Mainz oder für jemanden anders bestimmt war. Auch möglich ist, dass er für niemanden speziell gedacht war.

### Dreißigjähriger Krieg
Nach seiner Rückkehr setzte er die Rekatholisierung, die Pelcking begonnen hatte, fort. Im Jahr 1630 konnte er in Höxter eine heilige Messe feiern, an der auch die städtische Führungsschicht teilzunehmen hatte. Einige Zeit später fand dort auch eine Fronleichnamsprozession statt.
Im Zusammenhang mit dem Siegeszug Wallensteins und dem damit einher gehenden gestärkten Einfluss des Protestantismus auch im Westfälischem Raum veränderte sich auch die Bedrohungslage für Corvey. Nunmehr versuchte insbesondere Wilhelm V., Landgraf von Hessen-Kassel, seinen Einfluss auszuweiten. Gustav Adolf von Schweden hat diesem die Herrschaft über das Hochstift Paderborn und Corvey übertragen. Höxter wurde unter hessischem Schutz wieder protestantisch. Auch Corvey selbst wurde 1631 militärisch besetzt. Der Abt wurde unter dem Gespött der Einwohner nach Höxter geführt, wo er sich zunächst im Minoritenkloster aufhielt. Dort wurde er 1633 durch Truppen aus Braunschweig verhaftet und öffentlich gedemütigt. Der Grund für die Aktion ist unklar, und Brambach wurde freigelassen. Im Jahr 1634 wurden die hessischen Truppen in Höxter durch die kaiserliche Armee beschossen und die Stadt erobert. Dabei kam es zu einer Plünderung. Zahlreiche Menschen wurde getötet, Häuser zerstört, der Schrein des heiligen Vitus und Reliquien weggeführt. Brambach konnte sich nur unter Herausgabe seines Vermögens retten.
Er floh nach Münster. Um Corvey herum herrschten anarchische Zustände, da nach Abzug der Soldaten die Dorfbewohner der Region plünderten. Erst mit der Ankunft Braunschweiger Soldaten beruhigte sich die Lage wieder. Daher konnte auch Brambach nach Corvey zurückkehren. Er starb 1638 nach einem Reitunfall. Er wurde in der Minoritenkirche beigesetzt.